# Orcevia bokoblin
Espèce
Orcevia bokoblin est une espèce d'araignées aranéomorphes de la famille des Salticidae.

## Distribution
Cette espèce est endémique du Sarawak en Malaisie,. Elle se rencontre dans les parcs nationaux du Gunung Mulu et du Bukit Lambir.

## Description
La carapace du mâle paratype mesure 1,62 mm et l'abdomen 1,41 mm et la carapace de la femelle paratype 1,51 mm et l'abdomen 1,46 mm.

## Systématique et taxinomie
Cette espèce a été décrite par Yu, Maddison et Zhang en 2023.

## Étymologie
Cette espèce est nommée en référence aux Bokoblins.

## Publication originale
- Yu, Maddison & Zhang, 2023 : « Taxonomic revision of Orcevia Thorell, 1890, with description of fifteen new species (Araneae, Salticidae, Euophryini). » Zootaxa, no 5384(1), p. 1-79.